# Xavier Arreaga
Xavier Ricardo Arreaga Bermello (ur. 28 września 1994 w Guayaquil) – ekwadorski piłkarz występujący na pozycji środkowego lub prawego obrońcy, reprezentant Ekwadoru, od 2024 roku zawodnik amerykańskiego New England Revolution.